# Vlucht 007 antwoordt niet
Vlucht 007 antwoordt niet is een spionageroman van auteur Gérard de Villiers en het 73e deel uit de S.A.S.-reeks met als protagonist de Oostenrijkse prins en freelance CIA-agent Malko Linge.

## Het verhaal
Malko wordt door de CIA naar Anchorage, Alaska gezonden om te achterhalen hoe een vlucht van Korean Air tussen Anchorage en Seoel van haar koers is geweken op basis van het vluchtplan en het luchtruim van de Sovjet-Unie is binnengedrongen.
Malko ontdekt dat een onderhoudsmonteur hier meer van weet. Malko gaat op zoek naar de opdrachtgevers en de daadwerkelijke reden waarom de vlucht is neergehaald.

## Waargebeurde feiten
Het fictieve verhaal is gebaseerd op het in 1983 door de Sovjet-Unie neergehaalde vliegtuig van Korean Air, vlucht 007 in het Russische luchtruim ten westen van het eiland Sachalin.

## Personages
- Malko Linge, Oostenrijkse prins en CIA-agent

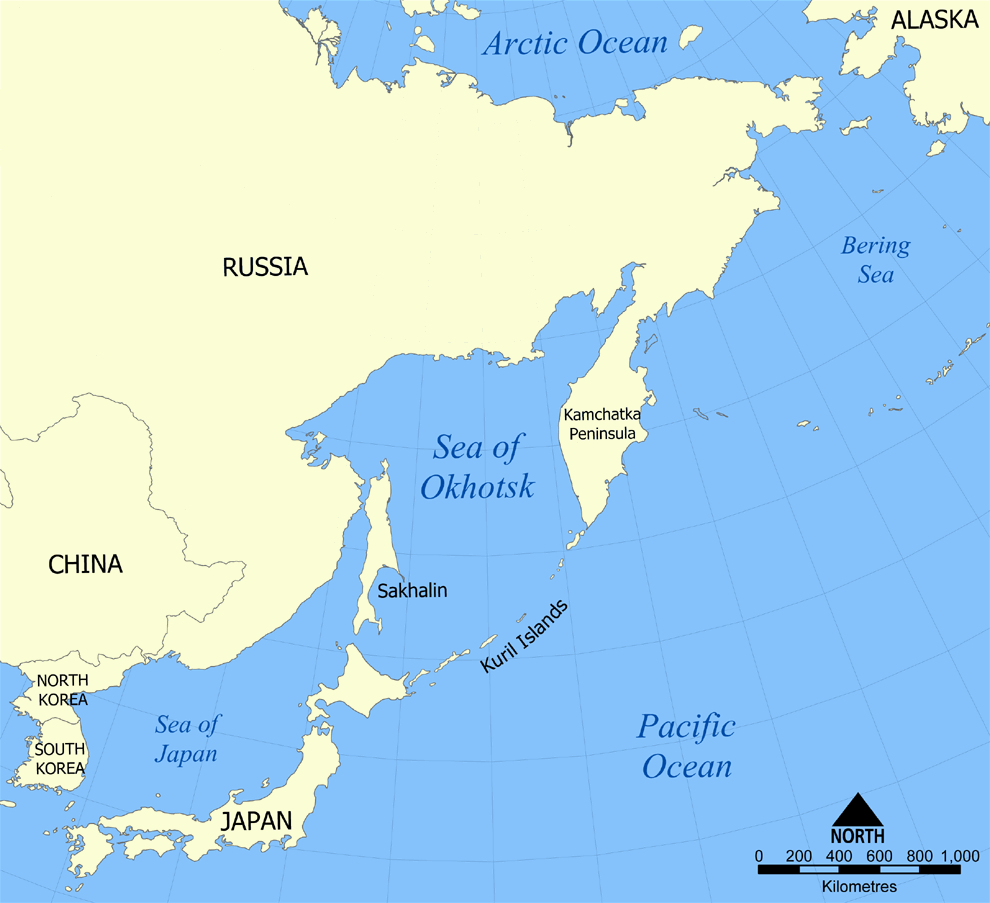
De ligging van het Russische eiland Sachalin ten opzichte van Alaska, Japan en Zuid-Korea.

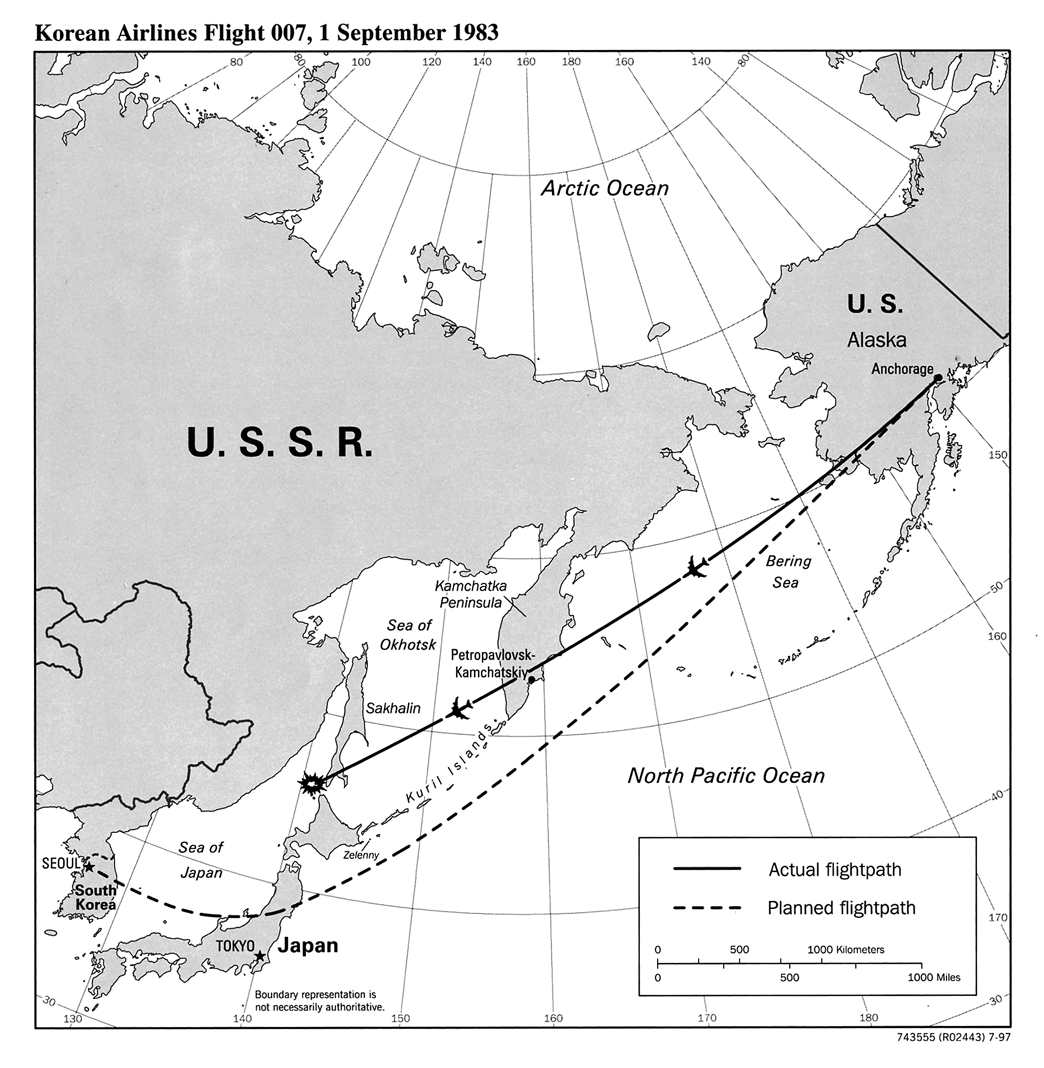
Vluchtplan en de afwijking.

- Alexandra Vogel, Malko's verloofde
- Milton Brabeck, CIA-agent
- Chris Jones, CIA-agent